# Dicranomyia novaeguineae
Dicranomyia novaeguineae là một loài ruồi trong họ Limoniidae. Chúng phân bố ở miền Australasia.